# Pyncostola
Pyncostola é um gênero de traça pertencente à família Agonoxenidae.